# Jan Suski
Jan Suski (* 28. Oktober 1964 in Lutherstadt Wittenberg) ist ein deutscher Grafiker, Comiczeichner und Illustrator.

## Leben
Suski studierte an der Hochschule für Film und Fernsehen „Konrad Wolf“ in Potsdam-Babelsberg und war nach seinem Abschluss 1989 zunächst als Zeichentrick-Animator beim Fernsehen der DDR im Sandmannstudio in Berlin-Mahlsdorf tätig. Danach arbeitete er kurzzeitig als freischaffender Animator im DEFA-Trickfilmstudio Dresden unter der Regie von Lutz Stützner, bevor er von 1992 bis 1995 als Animator und Computergrafiker bei der ILFO Film-, TV- und Musikproduktion in Bad Homburg tätig wurde. 1996 nahm Jan Suski eine Tätigkeit als Artdirector einer Werbeagentur auf. Des Weiteren arbeitete er als Grafiker und Illustrator z. B. für Ferrero Frankfurt/M., GABA GmbH, Colgate und anderen.
Suskis Repertoire gestaltet sich überaus vielseitig. Sein Zeichenstil ist inspiriert von frankobelgischen Klassikern. Er selbst gesteht seine Faszination für Comic-Künstler wie Binet, Jean-Claude Fournier oder André Franquin.
Große Popularität erlangten Suskis Arbeiten für die „Mosaik“-Fanszene und die MosaPedia.
Zurzeit ist Suski zusammen mit Dirk Seliger vor allem mit beider Comic-Projekten Luzian Engelhardt und Gambert (seit 2017) beschäftigt.

## Werke
- 2011 Luzian Engelhardt 1 – Teuflisch gut drauf, A4 Hardcover, Text: Dirk Seliger, Zeichnungen: Jan Suski, Epsilon Verlag, ISBN 978-3-86693-157-2
- 2012 Luzian Engelhardt 2 – Auf Teufel komm raus, A4 Hardcover, Text: Dirk Seliger, Zeichnungen: Jan Suski, Epsilon Verlag, ISBN 978-3-86693-214-2
- 2013 Luzian Engelhardt 3 – Vom Teufel geritten, A4 Hardcover, Text: Dirk Seliger, Zeichnungen: Jan Suski, Epsilon Verlag, ISBN 978-3-86693-221-0
- 2013 Luzian Engelhardt 4 – Hol's der Teufel, A4 Hardcover, Text: Dirk Seliger, Zeichnungen: Jan Suski, Epsilon Verlag, ISBN 978-3-86693-225-8
- 2013 (Mitarbeit) Otto und Alwins großes Fest für Jürgen Günther, A4 Softcover, Herausgeber: Guido Weißhahn, Holzhof Verlag, ISBN 978-3-939509-73-8
- 2014 Luzian Engelhardt 5 – Pfui Teufel, A4 Hardcover, Text: Dirk Seliger, Zeichnungen: Jan Suski, Epsilon Verlag, ISBN 978-3-86693-229-6
- 2015 Luzian Engelhardt 6 – Mit dem Teufel im Bund, A4 Hardcover, Text: Dirk Seliger, Zeichnungen: Jan Suski, Epsilon Verlag, ISBN 978-3-86693-232-6
- 2016 Luzian Engelhardt 7 – Den Teufel im Leib, A4 Hardcover, Text: Dirk Seliger, Zeichnungen: Jan Suski, Epsilon Verlag, ISBN 978-3-86693-245-6
- 2017 Luzian Engelhardt 8 – Vom Teufel besessen, A4 Hardcover, Text: Dirk Seliger, Zeichnungen: Jan Suski, Kult Comics, ISBN 978-3-946722-24-3
- 2017 Gambert 1 – Gambert und der Vitus-Zauber, A4 Hardcover, Text: Dirk Seliger, Zeichnungen: Jan Suski, Splitter, ISBN 978-3-95839-954-9
- 2018 Gambert 2 – Gambert und der Seelendrache, A4 Hardcover, Text: Dirk Seliger, Zeichnungen: Jan Suski, Splitter, ISBN 978-3-95839-955-6.
- 2018 Der König der Spaßmacher, Dirk Seliger (Roman), Illustrationen: Jan Suski, MosaPedia-Jahresgabe, ohne ISBN.
- 2019 Gambert 3 – Gambert und der Wiedergänger, A4 Hardcover, Text: Dirk Seliger, Zeichnungen: Jan Suski, Splitter, ISBN 978-3-95839-956-3.
- 2020 Im Zeichen der Rübe, Hardcover, Text: Dirk Seliger, Zeichnungen: Jan Suski, MosaPedia-Jahresgabe, ohne ISBN.
- 2021 Luzian Engelhardt 9 - Teufel noch eins, A4 Hardcover, Text: Dirk Seliger, Zeichnungen: Jan Suski, Kult Comics, ISBN 978-3-96430-141-3.
- 2024 Max & Luzie: In der Antike - Neue spannende Abenteuer in der Weltgeschichte, A4 Hardcover, Text: Federico Frizzanti, Zeichnungen: Jan Suski, Kult Comics, ISBN 978-3-96430-447-6 und ISBN 978-3-96430-448-3 (VZA)